# Issedons
Els issedons (en llatí issedones, en grec antic Ἰσσηδόνες) eren un poble que vivia a l'est dels argippaei, a l'Àsia central, i eren coneguts dels grecs pels seus contactes amb les colònies de l'Euxí. Els autors llatins els anomenaven essedones. L'espartà Alcman (671-631 aC) ja els menciona i els dona el nom d'assedons (assedones), tal com també fa Hecateu. En temps molt antics, hi va haver un gran moviment de tribus nòmades al seu anterior territori, d'on van ser expulsats pels arimaspes, i llavors els issedons van pressionar als escites i als cimmeris. Aquestes migracions van ser explicades en un poema per l'autor semi-mític anomenat Arístees de Proconnès, de qui els habitants de Milet explicaven les seves aventures al país dels issedons, segons diu Heròdot.
Heròdot indica alguns dels seus costums: quan algú perdia el pare, havia de matar unes ovelles i coure la carn amb la del mort quan era cremat. El crani del difunt era daurat i guardat i es convertia en una espècie d'ídol i se li tributaven sacrificis anuals. Eren respectuosos de les lleis, i la dona i l'home eren iguals en drets i deures. Pomponi Mela explica el mateix que Heròdot pels cranis dels avantpassats, però diu que els feien servir de copa per beure vi. Plini el Vell els anomena més d'una vegada, i Claudi Ptolemeu diu que tenien una ciutat al centre d'Àsia anomenada Ἰσσηδών (Issendon), i que van viure després a Escítia.
Els esforços per identificar-los no han arribat a res concloent. Els costums descrits per Heròdot s'han interpretat com una mostra de canibalisme, cosa molt discutida.